# Nick Dandolos
Nicholas Andreas Dandolos (in greco Νίκος Δάνδολος?, noto generalmente come Nick "The Greek" Dandolos; Rethymno, 27 aprile 1883 – Gardena, 25 dicembre 1966) è stato un giocatore di poker greco.
Nel 1979 è stato inserito nel Poker Hall of Fame.

## Primi anni
Figlio di una famiglia facoltosa, nacque nell'isola di Creta e per questa ragione venne soprannominato "The Greek" ("Il Greco"). Frequentò il "Greek Evangelical College", conseguendo un diploma in filosofia. Si trasferì negli Stati Uniti nel 1901, ricevendo da casa un assegno settimanale di 150,00$. Si stabilì a Chicago, ma molto spesso si recava in Canada per scommettere nelle corse ippiche.
"The Greek" era noto per le sue enormi vincite, seguite da altrettanto grandi perdite. Dopo una vittoria dell'ammontare di circa 500.000$ in Canada, tornato a Chicago perse l'intera somma alle carte e ai dadi.

## La sfida leggendaria
"Nick the Greek" viene ricordato principalmente per l'interminabile e leggendaria partita contro Johnny Moss, datata 1949. Il tutto ebbe inizio nell'estate di quell'anno: Dandolos contattò Benny Binion, poiché aveva intenzione di sfidare uno tra i più famosi giocatori di poker dell'epoca.
Binion scelse come sfidante Johnny Moss, ed organizzò l'evento in modo da attrarre più spettatori possibile. I due si sfidarono giocando tutte le specialità e varianti del poker. La sfida durò ben cinque mesi, al termine dei quali Dandolos, che aveva perso diversi milioni di dollari, si arrese e pronunciò una frase ancora oggi considerata una delle più famose del mondo del poker: «Mr. Moss, I have to let you go» («Signor Moss, devo lasciarla andare»).
La sfida tra i due diede poi lo spunto a Benny Binion per la creazione delle World Series of Poker nel 1970.

## Ray Ryan
Dopo la sfida del 1949, "The Greek" disputò un'altra partita contro tale Ray Ryan, un giocatore d'azzardo e uomo d'affari californiano. I due giocarono per un intero giorno a gin rummy e lowball, ma Ryan usò un trucco per avere la meglio sul rivale. L'americano indossava infatti un piccolo auricolare, attraverso il quale riceveva suggerimenti da un suo complice, posizionato in segreto con un binocolo alle spalle di "The Greek". Ryan riuscì a vincere circa 550.000 dollari.
"The Greek" scoprì successivamente la truffa, e decise di rivolgersi ai boss del crimine organizzato di Chicago Sam Giancana e Tony Accardo. I due inviarono il killer Marshall Caifano da Ryan, con l'intento di ottenere indietro la somma vinta illecitamente. Il californiano si rifiutò, e riuscì anche a tenere sotto controllo la vicenda, grazie al suo potere, sino al 1963. Proprio in quell'anno The Greek, Marshall Caifano e Marshall Caifano provarono a rapire Ryan, ma senza successo. I tre furono arrestati dall'FBI, ma The Greek decise ben presto di collaborare, venendo pertanto scarcerato (Caifano rimase agli arresti fino al 1972). Ryan morì poi nel 1977, ucciso dall'esplosione di un'autobomba posizionata proprio da Marshall Caifano.

## Ultimi anni
"The Greek" Dandolos morì il giorno di Natale del 1966, dopo aver sperperato tutti i propri guadagni e finendo a giocare ai tavoli da 5$ di Limit Draw poker a Gardena, in California.
Nel 1979 fu inserito nel Poker Hall of Fame.